# Lambertz Open by STAWAG 1998
Il Lambertz Open by STAWAG 1998 è stato un torneo di tennis facente parte della categoria ATP Challenger Series nell'ambito dell'ATP Challenger Series 1998. Il torneo si è giocato a Aquisgrana in Germania dal 2 all'8 novembre 1998 su campi in sintetico indoor.

## Vincitori

### Singolare
Hendrik Dreekmann ha battuto in finale  Orlin Stanojčev con il punteggio di 7–6, 6–4

### Doppio
Menno Oosting /  Pavel Vízner hanno battuto in finale  Tuomas Ketola /  Petr Pála con il punteggio di 7–6, 6–3